# Roisel
Roisel és un municipi francès situat al departament del Somme i a la regió dels Alts de França. L'any 2007 tenia 1.821 habitants.

## Demografia

### Població

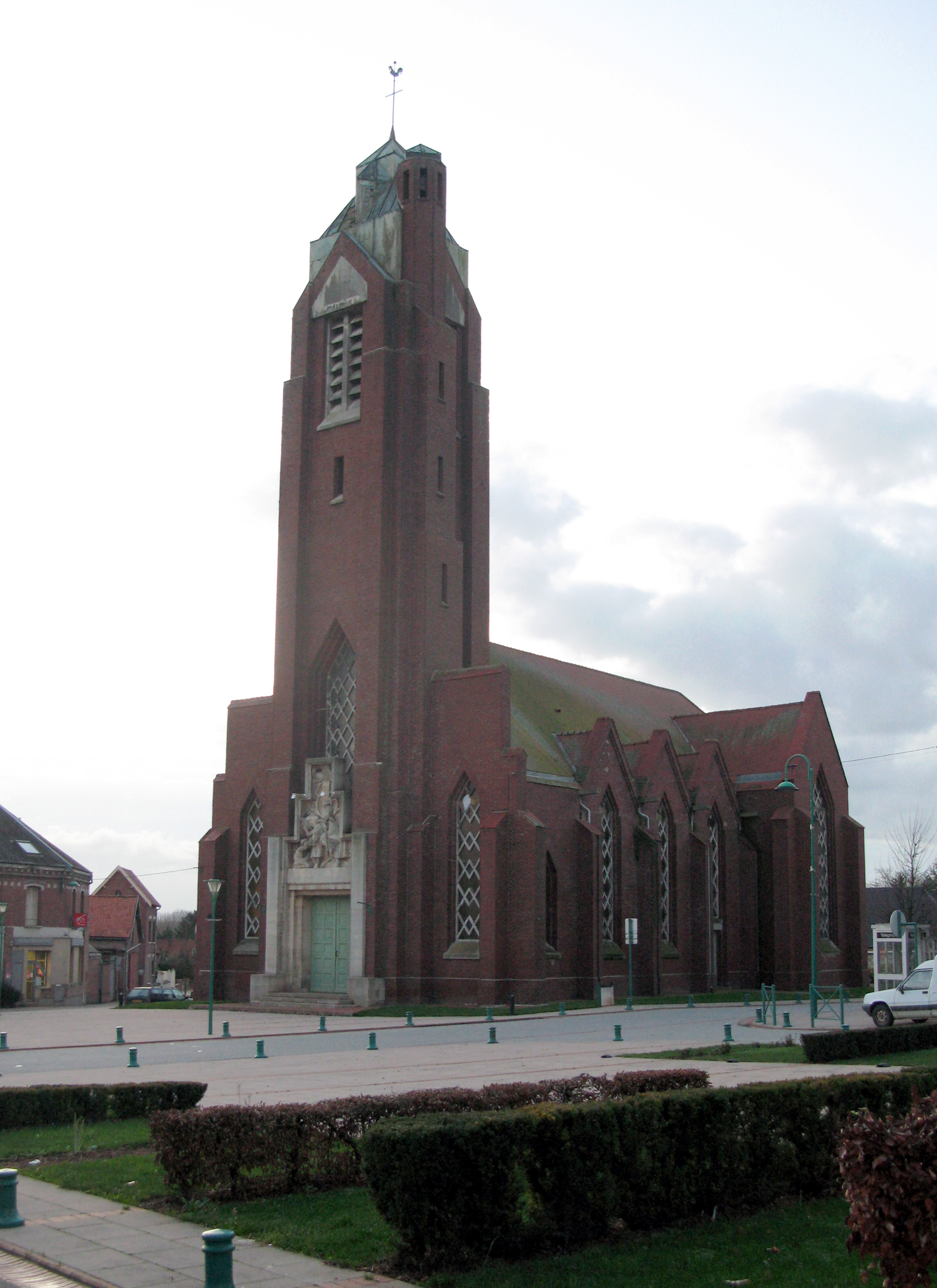

El 2007 la població de fet de Roisel era de 1.821 persones. Hi havia 740 famílies de les quals 200 eren unipersonals (92 homes vivint sols i 108 dones vivint soles), 236 parelles sense fills, 232 parelles amb fills i 72 famílies monoparentals amb fills.
La població ha evolucionat segons el següent gràfic:
Habitants censats

### Habitatges
El 2007 hi havia 827 habitatges, 761 eren l'habitatge principal de la família, 11 eren segones residències i 55 estaven desocupats. 781 eren cases i 42 eren apartaments. Dels 761 habitatges principals, 531 estaven ocupats pels seus propietaris, 206 estaven llogats i ocupats pels llogaters i 24 estaven cedits a títol gratuït; 4 tenien una cambra, 30 en tenien dues, 129 en tenien tres, 239 en tenien quatre i 359 en tenien cinc o més. 542 habitatges disposaven pel capbaix d'una plaça de pàrquing. A 390 habitatges hi havia un automòbil i a 240 n'hi havia dos o més.

### Piràmide de població

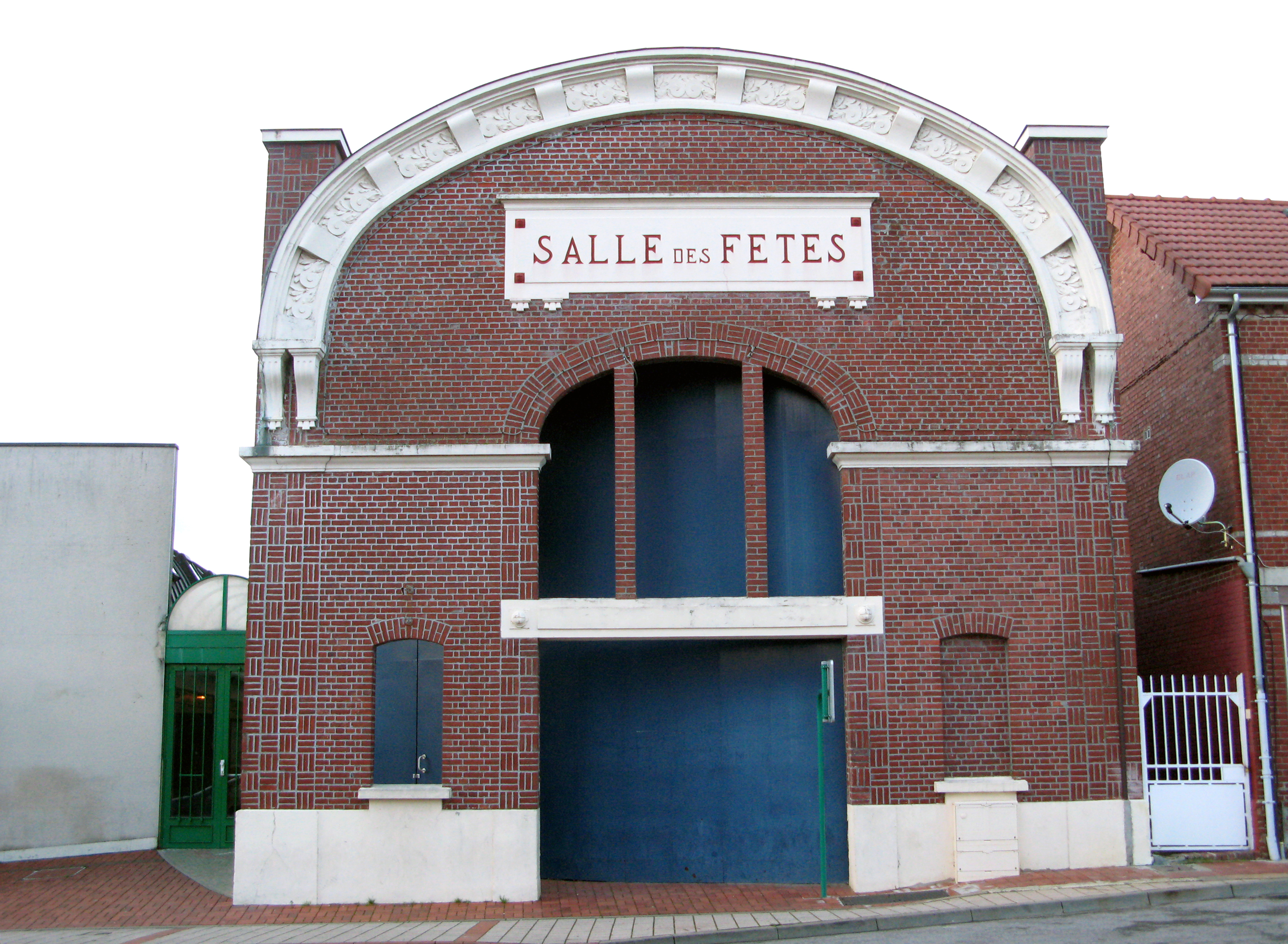

La piràmide de població per edats i sexe el 2009 era:
| Homes | Edats   | Dones |
| ----- | ------- | ----- |
| 0     | 95 o +  | 8     |
| 4     | 90 a 94 | 0     |
| 32    | 85 a 89 | 8     |
| 4     | 80 a 84 | 20    |
| 28    | 75 a 79 | 48    |
| 48    | 70 a 74 | 36    |
| 60    | 65 a 69 | 72    |
| 44    | 60 a 64 | 52    |
| 28    | 55 a 59 | 20    |
| 60    | 50 a 54 | 56    |
| 76    | 45 a 49 | 76    |
| 72    | 40 a 44 | 96    |
| 72    | 35 a 39 | 48    |
| 72    | 30 a 34 | 56    |
| 72    | 25 a 29 | 64    |
| 92    | 20 a 24 | 56    |
| 56    | 15 a 19 | 72    |
| 68    | 10 a 14 | 88    |
| 72    | 5 a 9   | 60    |
| 28    | 0 a 4   | 48    |

## Economia

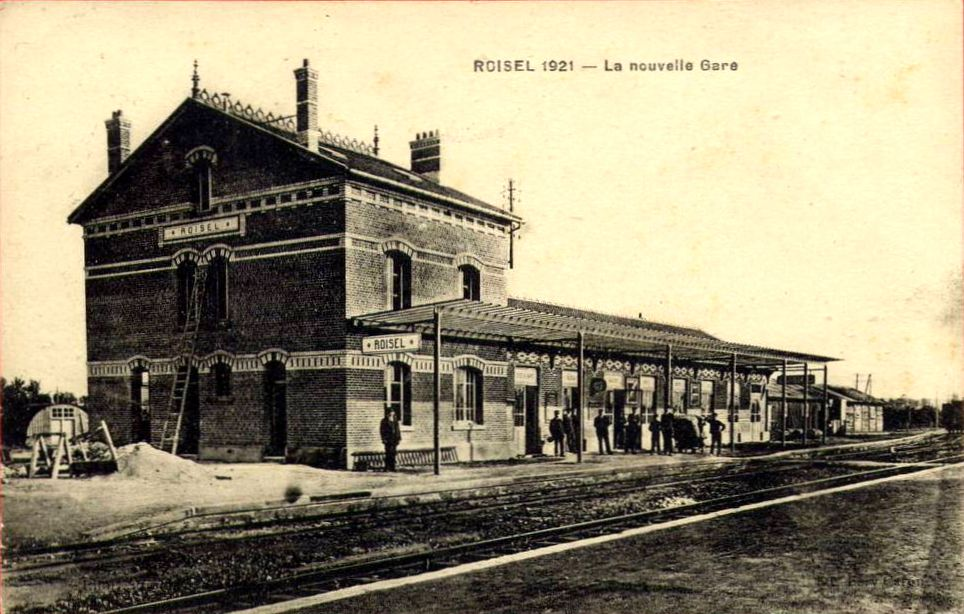

El 2007 la població en edat de treballar era de 1.147 persones, 794 eren actives i 353 eren inactives. De les 794 persones actives 685 estaven ocupades (390 homes i 295 dones) i 109 estaven aturades (46 homes i 63 dones). De les 353 persones inactives 98 estaven jubilades, 94 estaven estudiant i 161 estaven classificades com a «altres inactius».

### Ingressos

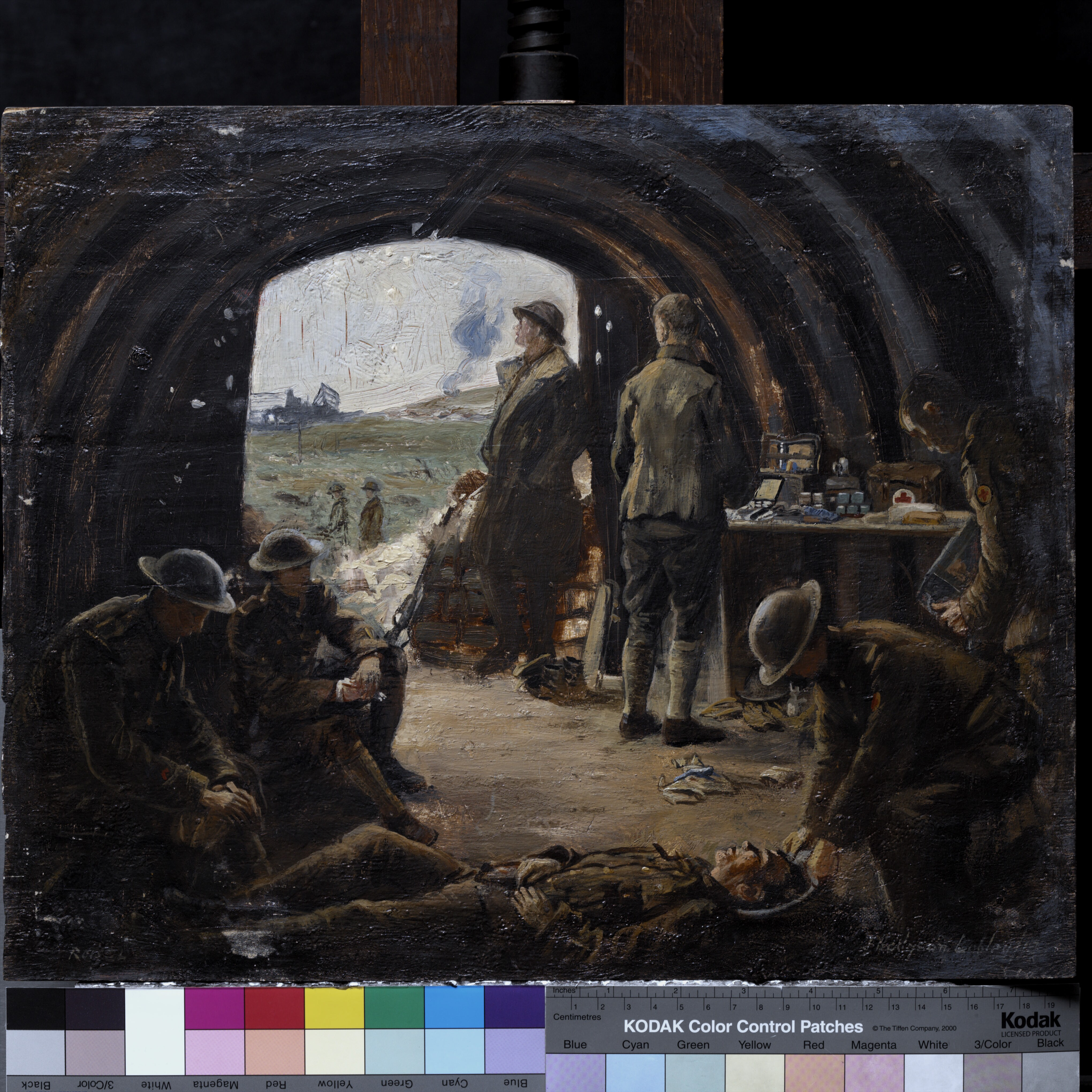

El 2009 a Roisel hi havia 756 unitats fiscals que integraven 1.875 persones, la mediana anual d'ingressos fiscals per persona era de 14.892,5 €.

### Activitats econòmiques
Dels 93 establiments que hi havia el 2007, 2 eren d'empreses extractives, 4 d'empreses alimentàries, 2 d'empreses de fabricació de material elèctric, 4 d'empreses de fabricació d'altres productes industrials, 8 d'empreses de construcció, 27 d'empreses de comerç i reparació d'automòbils, 8 d'empreses de transport, 3 d'empreses d'hostatgeria i restauració, 7 d'empreses financeres, 1 d'una empresa immobiliària, 7 d'empreses de serveis, 15 d'entitats de l'administració pública i 5 d'empreses classificades com a «altres activitats de serveis».
Dels 27 establiments de servei als particulars que hi havia el 2009, 1 era una oficina d'administració d'Hisenda pública, 1 gendarmeria, 1 oficina de correu, 4 oficines bancàries, 1 funerària, 3 tallers de reparació d'automòbils i de material agrícola, 1 taller d'inspecció tècnica de vehicles, 2 autoescoles, 3 paletes, 1 guixaire pintor, 2 fusteries, 2 lampisteries, 4 perruqueries i 1 restaurant.
Dels 11 establiments comercials que hi havia el 2009, 1 era un hipermercat, 1 una botiga de més de 120 m², 2 fleques, 3 carnisseries, 1 una peixateria, 1 una botiga de material de revestiment de parets i terra i 2 floristeries.
L'any 2000 a Roisel hi havia 7 explotacions agrícoles.

## Equipaments sanitaris i escolars
El 2009 hi havia 1 farmàcia i 1 ambulància.
El 2009 hi havia 1 escola maternal i 1 escola elemental. Roisel disposava d'un col·legi d'educació secundària amb 300 alumnes.

## Poblacions més properes
El següent diagrama mostra les poblacions més properes.